# Apple Lisa
Apple Lisa是1983年由苹果電腦公司設計生產的一款個人電腦產品，是全球第一款搭載图形用户界面（GUI）的商品化個人電腦（但首台圖形用戶介面電腦為Xerox公司研發的內部產品）。
Lisa的研發計劃最初开始於1978年，苹果電腦公司希望開發出一款針對企業及個人用户，擁有全新操作方式並且功能强大的电脑。1979年底史蒂夫·賈伯斯前往帕羅奧多研究中心參觀，他發現到了Xerox實驗性電腦alto的GUI潛力，決定將其應用在自己的產品上。
大约在1982年時，乔布斯被迫离开Lisa開發小組，因此加入了Macintosh開發小組。由於1984年上市的Macintosh往後在銷售上的佳績，常讓一般大眾（非蘋果使用者）誤認二種產品有著繼承上的關係，但事實正好相反，Macintosh不是Lisa的相關系列產品，虽然它们有著非常接近的操作方式。因此，更應該看作是不同研發小組受到乔布斯影響之後，產品的開發結果。
和1984年大獲成功的Macintosh系统相比，商業上的失敗，使得這首部向大眾出售的图形用户界面電腦反而沒那麼出名，但Lisa可說更为先进（同时也更为昂贵），這也具體的表现在许多方面，如内存保护、协作式多任务处理、基于硬碟的操作系统、内置的屏幕保护程序、支援纸带的先进计算器程序、支援高达2兆(百萬)字节（即2MB）的内存、扩充插槽，和一个更大更高的分辨率显示。這些超越時代的設計，是Macintosh平台多年以后到OS X时才拥有的特点。不过Macintosh配置了更快的摩托罗拉68000处理器（7.89 MHz）和声音。操作系统的复杂性也让Lisa 5兆赫的摩托罗拉68000微处理器不堪重负，它使系统缓慢，特别是在滚动显示文件的时候。
Lisa的命名被认为是源自史蒂夫·乔布斯的女儿丽萨·布伦南-乔布斯。而乔布斯本人也承认了该电脑的确是以女儿的名字命名的。

## 历史

### 研发

#### 名称
尽管Lisa售卖时所附赠的文档仅将其称为“The Lisa”但是苹果官方声明此产品为"" （本地集成系统架构）或者是"LISA".。因为史蒂夫·乔布斯的第一个女儿叫丽莎·布伦南（1978年出生），所以通常推断这个名字也有个人联想，也许这个首字母缩略词是后来为了适合这个名字而发明的后缀。安迪·赫兹菲尔德表示苹果营销团队在 1982 年末对“Lisa”这个名称进行了逆向工程，当时他们聘请了一家营销咨询公司来想出替换“Lisa”和“Macintosh”的名称（在Jef Raskin 认为时间只是内部项目代号），然后拒绝了所有建议。私下里，Hertzfeld 和其他软件开发人员使用了(丽莎，发明笨蛋缩略词），这是一个递归的反义词，而计算机行业的专家则创造了（咱们一起发明一些缩略词）这个词来适应 Lisa 的名字。几十年后，乔布斯会告诉他的传记作者沃尔特·艾萨克森：“显然它是以我女儿的名字命名的。”

#### 研究与设计
该项目始于 1978 年，旨在打造一个相对于Apple II为代表的传统设计的更现代版本。一个十人团队占据了被统称为“好地球大楼”位于 20863 Stevens Creek Boulevard，毗邻名为 Good Earth 的餐厅。最初的团队负责人 Ken Rothmuller 很快被 John Couch 取代，在他的指导下，该项目演变为最终发布的“窗口和鼠标驱动”形式。 Trip Hawkins 和 Jef Raskin 促成了这一设计变化。苹果的联合创始人史蒂夫乔布斯参与了这个概念。
在施乐的帕洛阿尔托研究中心，多年来一直在进行研究，以创造一种新的人性化方式来控制电脑屏幕。史蒂夫乔布斯于 1979 年访问了該中心，并被Xerox Alto 革命性的鼠标驱动 GUI 所吸引和兴奋。到 1979 年底，乔布斯與施乐談判，後者同意购买苹果股票，以换取他的 Lisa 团队在施乐 PARC 收看两个正在进行的研究项目的演示之後Lisa团队为使图形界面能成為計算機的主要用戶界面而投入了大量工作。
Lisa 是 Apple 的一个重大项目，据报道该项目在其开发上花费了超过 5000 万美元。 超过 90 人参与了设计，加上更多的销售和营销工作，推出了这款机器。《BYTE雜誌》认为 Wayne Rosing 是计算机硬件开发中最重要的人，直到机器投入生产，此时他成为整个 Lisa 项目的技术负责人。硬件开发团队由 Robert Paratore 领导。  工业设计、产品设计和机械包装由 Lisa 的首席产品设计师 Bill Dresselhaus 领导，他的团队由最终成为 IDEO 的公司的内部产品设计师和合同产品设计师组成。 Bruce Daniels 负责应用程序开发，Larry Tesler 负责系统软件。用户界面的设计周期为六个月，之后硬件、操作系统和应用程序都是并行创建的。
1982年，乔布斯被迫退出 Lisa 项目，他挪用了 Jef Raskin 于 1979 年构思的现有Macintosh项目，并领导开发了基于文本的应用计算机。乔布斯将 Macintosh 重新定义为更便宜、更实用的 Lisa，并行且秘密地领导该项目，并极大地激发了与 Lisa 团队竞争的动力。
1981 年 9 月，在 IBM PC 的发布下，《InfoWorld》报道了 Lisa、“McIntosh”和另一台秘密开发的苹果电脑“准备在一年内发布”。它将 Lisa 描述为拥有 68000 CPU 和 128KB 的 RAM，并且“旨在以相当低的价格与新的 Xerox Star 竞争”。  1982 年 5 月，该杂志报道称，“苹果尚未公布的 Lisa 68000 网络工作站也據說帶有鼠标。”

### 发布
1984 年 1 月推出的 Macintosh 很快超过了丽莎的低销量。更新版本的 Lisa，解决了它的缺陷并大大降低了价格，但与价格便宜得多的 Mac 相比，它未能实现有利的销售。 Macintosh 项目吸收了更多的 Lisa 员工。 Lisa 的最终版本，Lisa 2/10，被修改并作为 Macintosh XL 出售。

### 停产
高成本和发布日期的延迟导致了 Lisa 的停产，尽管它被重新包装并以 4,995 美元的价格作为 Lisa 2 出售。1986 年，整个 Lisa 平台停产。